# Grymov
Grymov település Csehországban, Přerovi járásban. Grymov Radslavice, Přerov és Prosenice településekkel határos. Lakosainak száma 162 fő (2024. január 1.).

## Népesség
A település lakosságának változását az alábbi diagram mutatja:
| Lakosok száma | 159  | 194  | 195  | 175  | 143  | 136  | 168  | 163  | 158  | 162  |
|               | 1869 | 1890 | 1921 | 1950 | 1980 | 2001 | 2017 | 2019 | 2022 | 2024 |